# NGC 4073
NGC 4073 é uma galáxia elíptica (E) localizada na direcção da constelação de Virgo. Possui uma declinação de +01° 53' 47" e uma ascensão recta de 12 horas, 04 minutos e 27,1 segundos.
A galáxia NGC 4073 foi descoberta em 20 de Dezembro de 1784 por William Herschel.